# Урлютюб
Урлютюб (каз. Өрлітөбе) — село в Железинском районе Павлодарской области Казахстана. Расположено в 228 км к северо-западу от областного центра — Павлодара и в 28 км к северо-западу от районного центра — Железинки. Входит в состав Прииртышского сельского округа. Код КАТО — 554259500.

## История
Село было основано как редут на Иртышской военной линии в 1745 году. С 1838 года — казачья станица. В 1879 году здесь было 123 двора и проживало 767 человек.
В селе жил Илья Путинцев — сибирский казак-станичник, ходок к Владимиру Ленину в 1920 году, просивший построить детский сад в Урлютюбе.
В 1930-х годах в селе был организован колхоз имени Кагановича, в 1957 году колхоз был ликвидирован и село вошло в состав совхоза «Прииртышский».

## Население
В 1985 году в селе жили 482 человека. В 1999 году население села составляло 306 человек (142 мужчины и 164 женщины). По данным переписи 2009 года, в селе проживало 124 человека (64 мужчины и 60 женщин).

## Известные персоны
В селе родились:
- Костылецкий, Николай Фёдорович (1813—1869) — российский педагог и востоковед, учитель Чокана Валиханова и Григория Потанина в Омском кадетском корпусе.
- Ирена Лесневская (род. 1942) — российский тележурналист, основатель телекомпании Ren TV.